# Pressió fiscal
Segons l'OCDE, la pressió fiscal es defineix com la part de la riquesa d'una economia que és recaptada per l'administració pública. Es calcula com el quocient de la suma d'impostos (directes i indirectes) més cotitzacions socials respecte al Producte Interior Brut. Es diferencia de la pressió tributària pel fet que aquesta última no inclou les cotitzacions socials.
L'economia clàssica i neoclàssica associa una alta pressió fiscal amb una baixa competitivitat d'aquesta economia, però aquesta associació s'ha demostrat que no és sempre certa, ja que trobem economies, com per exemple Finlàndia, amb una alta pressió fiscal i que, això no obstant, encapçalen les llistes de les economies més competitives i, d'altra banda, economies com la nord-americana que malgrat tenir una pressió fiscal molt baixa són poc competitives.
Des de mitjans dels anys noranta als països de l'OCDE la pressió fiscal s'ha estabilitzat al voltant del 36% després d'un augment de més de 10 punts en els últims quaranta anys del segle xx. Els països europeus tradicionalment han tingut una pressió fiscal més elevada, associada també a una major despesa pública i especialment a la creació i consolidació de l'estat del benestar i actualment se situa per sobre del 40% (si bé amb l'ampliació a l'Europa dels 25 la mitjana dismuneix, ja que els països de l'Europa central i oriental presenten una pressió fiscal molt baixa).
Des de l'any 2000, s'ha observat una disminució en el creixement de la pressió fiscal i sobretot una importància cada cop més gran de les cotitzacions socials en detriment de la imposició personal en la composició dels ingressos públics.

## Pressió fiscal a Espanya
A Espanya la pressió fiscal a l'últim quart del segle xx ha experimentat un augment notable. Això s'explica en bona part pels baixos nivells de partida. Actualment (2004) la pressió fiscal se situa al 37,1% del Producte Interior Brut.
En els últims 10 anys, l'augment ha estat de 3,5 punts (33,6% PIB l'any 1995). No obstant això, aquest augment no ha estat simètric per als diferents components de la pressió fiscal. Els impostos indirectes (IVA, Impostos especials) han crescut 2,2 punts entre 1995 i 2004 mentre que els impostos directes (IRPF) han disminuït 0,6 punts i les cotitzacions socials han augmentat 1,9 punts. D'aquesta manera el sistema fiscal espanyol és més regressiu ara que fa 10 anys, ja que els impostos indirectes fan recaure una major càrrega impositiva en termes relatius sobre la població amb menors nivells de rendes.
Malgrat l'augment experimentat en els últims anys, la pressió fiscal espanyola continua estant per sota de la mitjana de l'Europa dels quinze.
| Evolució de la pressió fiscal a Espanya 1995-2004 (en % PIB) |       |       |
| ------------------------------------------------------------ | ----- | ----- |
|                                                              | 1995  | 2004  |
| Impostos indirectes                                          | 10,2% | 12,4% |
| Impostos directes                                            | 10,7% | 10,1% |
| Cotitzacions socials                                         | 12,7% | 14,6% |
| Pressió fiscal total                                         | 33,6% | 37,1% |

Font: Ministeri d'Economia i Hisenda

## Pressió fiscal a la Unió Europea
| Pressió fiscal any 2003 | (% del PIB) |
| ----------------------- | ----------- |
| Suècia                  | 50,8        |
| Dinamarca               | 49          |
| Bèlgica                 | 45,8        |
| Finlàndia               | 44,9        |
| França                  | 44,2        |
| Noruega                 | 43,9        |
| Itàlia                  | 43,4        |
| Àustria                 | 43          |
| Luxemburg               | 41,6        |
| Islàndia                | 40,3        |
| República Txeca         | 39,9        |
| Països Baixos           | 38,8        |
| Hongria (1)             | 38,3        |
| Alemanya                | 36,2        |
| Espanya                 | 35,8        |
| Regne Unit              | 35,3        |
| Portugal (1)            | 33,9        |
| Eslovàquia (1)          | 33,1        |
| Turquia                 | 32,9        |
| Polònia (1)             | 32,6        |
| Suïssa                  | 29,8        |
| Irlanda                 | 30          |
| UE-15 (1)               | 40,6        |
| EUA                     | 25,4        |
| Corea del Sud           | 25,5        |

Font: OCDE
(1): dades del 2002 